# LÍF Leirvík
Maillots
Le LÍF Leirvik est un ancien club de football féroïen basé à Leirvik. En janvier 2008, le club fusionne avec GÍ, afin de créer le Víkingur.
Le club évolue en première division de 1982 à 1989, puis lors de l'année 1993. Le club se classe 4e du championnat de première division en 1984 et 1985.

## Historique
- 1928 : fondation du club

## Palmarès
- Coupe des îles Féroé
  - Finaliste : 1986